# 福尔巴克区
福尔巴克区（法語：arrondissement de Forbach）是法国摩泽尔省所辖的一个旧区。总面积561平方公里，总人口167518，人口密度299人/平方公里（2012年）。主要城镇为福尔巴克。2015年，该区与布莱摩泽尔区合并为福尔巴克-布莱摩泽尔区。

## 辖区
福尔巴克区曾辖有73个市镇。